# Вынужденная посадка
Вы́нужденная поса́дка — посадка воздушного судна (летательного аппарата) по причинам, не позволяющим выполнить полёт согласно полётному плану (заданию). Уход и посадка на запасном аэродроме вынужденной посадкой не является.
Перед вынужденной посадкой подается сообщение о бедствии на аварийных частотах, производится включение сигналов «Бедствие» и «Авария» на аппаратуре опознавания и ответчике УВД, включаются аварийные маяки.
Аварийная посадка в отечественной нормативно-правовой и технической литературе не является синонимом термина «вынужденная посадка», и обозначает нештатное приземление, как правило, из-за возникших технических проблем на борту.
В англоязычной литературе терминология несколько отличается. В частности, различают:
- Forced landing (вынужденная посадка) — приоритетная посадка из-за технических проблем, также посадка перехваченного истребителем воздушного судна;
- Emergency landing (аварийная посадка) — посадка аварийного воздушного судна, также экстренная посадка при необходимости оказания неотложной медицинской помощи члену экипажа или пассажиру;
- Dead stick landing (досл. — посадка мёртвой палки, «мёртвая посадка») — посадка с неработающими двигателями[англ.];
- Hard landing (досл. — жёсткая посадка) — грубая посадка с превышением максимально допустимой вертикальной перегрузки.